# Никитенко, Сергей Владимирович
Сергей Владимирович Никитенко (род. 12 марта 1956, Нальчик) — советский и российский велогонщик. Заслуженный мастер спорта СССР (велоспорт, трек, шоссе). Чемпион мира по трековому велоспорту (1982); чемпион СССР (1982); неоднократный победитель международных и всесоюзных соревнований.

## Биография
Велосипедным спортом начал заниматься с 12 лет. Первый тренер — Александр Токмаков. В 1972 году переехал в Куйбышев и стал тренироваться в местном Центре олимпийского резерва под руководством Владимира Петрова.
Первую серьёзную гонку (предпоследний этап Чемпионата РСФСР в Пятигорске) выиграл в 1975 году. В 1979 году в составе сборной СССР победил в Велогонке Мира (командный зачёт) и занял 3-е место (личный зачёт) в многодневной гонке «Джиро делле Реджони» в Италии. Готовился к Олимпиаде 1980 года, но из-за полученных травм был вынужден пропустить её. В 1981 году занял 2-е место на Чемпионате СССР в индивидуальном первенстве на треке в Москве. В 1982 году на зимнем Чемпионате СССР завоевал бронзовую медаль в индивидуальном первенстве, на летнем — золотую в командном зачёте. В том же году, возглавляя сборную СССР, стал чемпионом мира в командной гонке преследования (4 км на треке) в Великобритании. В 1983 году в составе сборной РСФСР завоевал серебряную медаль в командном зачёте на треке VIII летней Спартакиады народов СССР.
В течение многих лет работал тренером ЦСКА (Москва). Имеет воинское звание подполковника (в отставке).
Один из создателей компании «Итера».
13 сентября 2007 года вошёл в состав Попечительского совета Федерации велосипедного спорта России.
В апреле 2010 года принял участие в многодневном велопробеге Москва — Санкт-Петербург, посвящённом 65-летию победы в Великой Отечественной войне и 75-летию начала массового велодвижения в стране. Неоднократно принимал участие в велогонках «Итера» («Арети»), занимая призовые места. 3 июня 2018 года в Туркменистане участвовал в массовом велопробеге, приуроченном ко Всемирному дню велосипеда. Выступал одним из организаторов Всероссийских соревнований памяти заслуженного тренера СССР Владимира Петрова, проходивших в Самаре в 2019 году.
Живёт и работает в Москве.

### Семья
Женат на Ирине Никитенко.